# Dwie i pół duszy
Dwie i pół duszy. Folk Noir – polska powieść, będąca realizmem magicznym, autorstwa Justyny Hankus. Ukazała się 2 czerwca 2023 nakładem wydawnictwa Powergraph. Zdobyła nominacje do Nagrody Zajdla, do Nagrody im. Jerzego Żuławskiego, a także do Polskiej Książki Roku miesięcznika „Nowa Fantastyka”. Powieść opowiada o ubogiej polskiej wsi oraz sięga do mitologii słowiańskiej.

## Fabuła
Mateusz Kusy pochodzi z miejscowości Ruty nad jeziorem Ruty. Jego rodzina od lat mieszka w tej ubogiej wsi. Niepewny jest sposób jego poczęcia: jego matka wychodziła nocą do lasu, aż któregoś dnia okazała się ciężarna. Trafiła do szpitala psychiatrycznego i zmarła niedługo po narodzinach syna. Mateusza wychowywał dziadek. Gdy zaczął dorastać, wokół chłopca zaczęły dziać się dziwne rzeczy. Lokalna wiedźma odkryła wówczas, że chłopak ma w sobie dwie dusze zamiast jednej. 